# Kery James
Alix Mathurin (Les Abymes, 28 december 1977), beter bekend als Kery James, is een Frans-Antilliaans rapper van Haïtiaanse origine. Hij staat bekend als lid van het rapcollectief Mafia K'1 Fry. Zijn teksten kenmerken zich door een ruime vocabulaire, compromisloze teksten en een kritische visie op de maatschappij en het rapcircuit. Kery James is een van de grondleggers van de Thuglife-beweging in de jaren 90 te Frankrijk.
Hij heeft als rapper een stevige reputatie en kent een grote en loyale aanhang onder de etnisch-culturele minderheden in de Franse banlieues.

## Levensloop

### Jonge jaren
Als zoon van Haïtiaanse ouders werd Kery James geboren te Les Abymes in Guadeloupe. Toen hij 7 jaar oud was verhuisde het gezin naar Orly in Frankrijk, een voorstad van Parijs. In een voorstad met criminaliteit, relatieve armoede en diverse maatschappelijke problemen groeit Kery James op en begint op 12-jarige leeftijd te rappen. Onder de artiestennaam Daddy Kéry debuteert hij in 1991 in het muzieklandschap, door bij te dragen aan een freestyle op het nummer "Ragga Jam", dat te vinden is op het eerste album van MC Solaar. Hoewel aanvankelijk de weigering van de opkomst voor militaire dienst strafbaar was, rapte de brutale 13-jarige Daddy Kéry direct de beroemd geworden rijm:

Je ne veux pas aller au service militaire. Je ne veux pas faire la guerre pour un morceau de terre.
(Ik wil niet treden in de militaire dienstplicht. Ik wil geen oorlog voeren voor een stuk grond.)
— Ragga Jam (1991)

### Beginjaren met Ideal J
Kéry sluit zich aan bij de rappers Manu Key, Lil Jahson en Mista Flo en vormt met hen de rapgroep Ideal J. Met de jaren verwerven de Ideal J een bescheiden populariteit in het Franse rapcircuit.

### Solocarrière

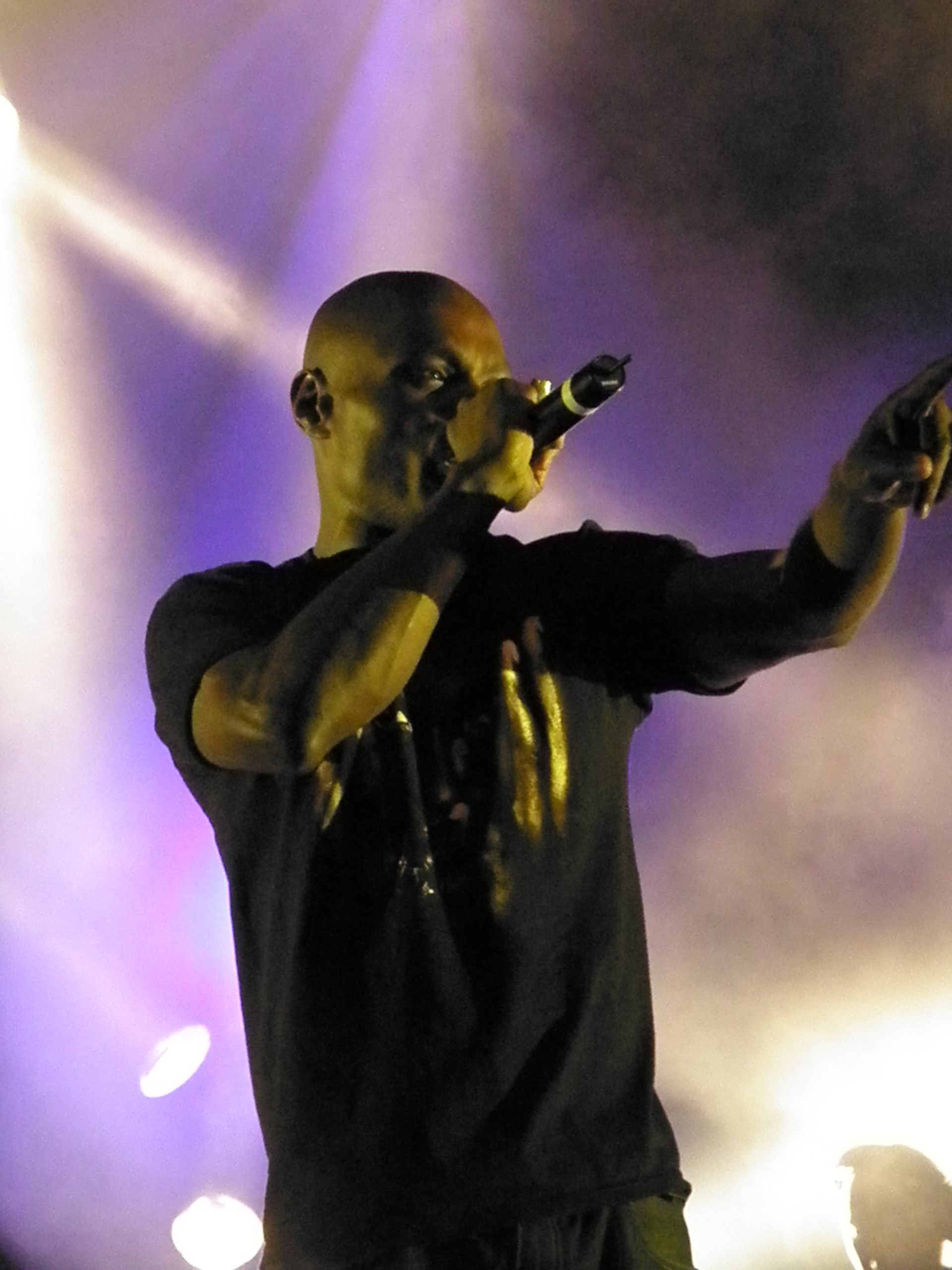
Kery James tijdens een optreden in Rennes (2008).

In 1995 voegt Kery James zich bij de rapformatie Mafia K'1 Fry, een groot project tussen rappers en rapgroepen uit de broeierige Parijse voorsteden in het departement Val-de-Marne. Dit collectief zou uitgroeien tot een van de grootste en populairste rapcrews van Frankrijk.
In 1999 werd de rapper Las Montanas, een van zijn beste vrienden en tevens collega bij het rapcollectief Mafia K'1 Fry, neergeschoten. Nadat deze aan zijn verwondingen overleed besloot Kery James te stoppen met het maken van rapmuziek en zijn prioriteiten te verleggen naar zaken die op privé-gebied voor de rapper destijds meer van belang waren. Hij trok zich terug en vond heil in het islamitisch geloof. Hierop veranderde bij zijn bekering zijn werkelijke voornaam van Alix naar Ali. In 2001 besluit Kery James uiteindelijk toch zijn activiteiten als rapper weer op te pakken. Hij brengt daaropvolgend zijn eerste solo-album uit met de titel Si c'était à refaire (Als het opnieuw kon). Het album werd positief ontvangen in het rapcircuit.
In 2008 bracht hij het album A l'Ombre du Show Business (In de schaduw van de Showbusiness) uit. Op dit album werden vijf tracks gecomponeerd door de destijds opkomende en talentvolle muzikant Stromae, die later in Europa zou gaan uitgroeien tot een groot artiest met sterrenstatus. Ook bevat het album een bijdrage van de befaamde zanger Charles Aznavour. In oktober 2008 brengt Kery James de single X & Y uit, waarvan de opmerkenswaardige clip werd geregisseerd door Mathieu Kassovitz, die eerder wereldwijd furore maakte met de film La Haine. Het album kende een groot succes in Frankrijk en er werden ruim 150.000 exemplaren van verkocht, waardoor het onderscheiden werd met platina.
Op 27 april 2009 brengt Kery James zijn vierde album uit, getiteld Réel (Reëel). Daar waar veel jongere artiesten uit het Franse rapcircuit zich afkeren van de originele Franse rapstroming en zich laten inspireren door de Amerikaanse gangsta rap, baarde Kery James veel opzien met het nummer Le Retour du Rap Français (De terugkeer van de Franse rap), waarin de imposante rapveteraan tekstueel openlijk (naar zijn inziens) het muzikaal waardevolle van het waardeloze scheidt en daarmee definitief uitgroeit tot een van de meest dominante rappers van Frankrijk. Met 23.000 verkochte exemplaren in de eerste week, beland het album op de eerste plaats van de Franse hitlijsten en wordt het al na één maand onderscheiden met platina.
Naar aanleiding van een onvoldane samenwerking in het nummer Foolek, afkomstig van het album A l'Ombre du Show Business, uitte de rapper Black V-Ner in april 2009 een aantal negatieve uitspraken jegens Kery James, waarin hij publiekelijk werd uitgemaakt voor "afzetter", "hoerenzoon" en "beverrat". Na een interview van Kery James over de financiële onenigheden op de radio, besluit de imponerende Black V-Ner direct naar de studio te komen. Ondanks dat hem de toegang tot de studio wordt verboden, volgt er een gewelddadige confrontatie tussen Black V-Ner en Kery James, waarbij onder meer handlangers van Kery James bewapend bleken met een boksbeugel. Hierop kreeg Kery James in november 2009 van de correctionele rechtbank een voorwaardelijk celstraf van tien maanden opgelegd. Na het album Réel in 2009 besloot Kery James zich tijdelijk terug te trekken uit de muziekindustrie.
Zijn kritiek op de Franse politiek stuitte in mei 2012 op de nodige weerstand van de extreemrechtse Bloc identitaire, die probeerde Kery James te weren van een concertreeks bij het Maison de la culture in Grenoble. Vanaf december 2014 houdt Kery James een nieuwe concerttournee, genaamd de ACES-tour. Na elk concert, stort hij via zijn stichting Apprendre, Comprendre, Entreprendre et Servir (ACES) een deel van zijn inkomsten als studiebeurs om een student te ondersteunen in zijn studiekosten zodat die daarmee zijn studie kan voortzetten. Dit project wordt eveneens financieel ondersteund door de acteur Omar Sy en de voetballer Florent Malouda.
Na de aanslagen in Parijs van november 2015, bracht Kery James op 8 januari 2016 de single Vivre ou mourir ensemble (Leven of gezamenlijk sterven) uit, waarin hij als moslim zowel de aanslagen als het politiek nationalisme veroordeelt. Kery James gaf voorheen regelmatig concerten in de Bataclan, de concertzaal waar tijdens de aanslag in totaal 89 mensen om het leven kwamen. Vlak voor de aanslagen pakte hij het schrijven in oktober weer op. Naar aanleiding van de 10-jarig herdenking van de dood van twee jongeren die aanleiding gaf voor de rellen in Frankrijk in 2005, werkt Kery aan een nummer waarin hij terugblikt op de gewelddadige confrontaties, de aanleiding en de betrokken partijen. Daarin drukt hij zijn ontevredenheid uit over de corrupte politici (onder meer Nicolas Sarkozy, Claude Guéant en Jérôme Cahuzac) die alsmaar de etnisch-culturele minderheden beschuldigen voor de recessie in Frankrijk.

## Muziekstijl
De muziekstijl van Kery James kenmerkt zich door een ruime vocabulaire, compromisloze teksten en een kritische visie op de maatschappij en het rapcircuit. Actief in het circuit van de Franse hiphop, bevindt het werk van Kery James zich voornamelijk in de subgenres van de hardcore rap en politieke hiphop. Op het gebied van politieke rap geldt Kery James als een andersmondialist en vertegenwoordiger van de etnisch-culturele minderheden in Frankrijk. Zijn taalgebruik kenmerkt zich door het gebruik van het verlan. In tegenstelling tot veel andere rappers, veracht Kery James in zijn werk de verheerlijking van criminaliteit, geweld, het straatleven en drugsgebruik. Door zijn ervaringen, straatwijsheden, imposante verschijning en performance bouwt Kery James inmiddels al jarenlang een stevige reputatie op.

## Discografie
| Album(s) met hitnoteringen in de nationale en internationale hitlijsten | Datum van verschijnen | Hoogste positie | Hoogste positie | Hoogste positie | Hoogste positie | Hoogste positie | Opmerkingen   |
| Album(s) met hitnoteringen in de nationale en internationale hitlijsten | Datum van verschijnen | FR              | BE              | CH              | NL              | EU              | Opmerkingen   |
| ----------------------------------------------------------------------- | --------------------- | --------------- | --------------- | --------------- | --------------- | --------------- | ------------- |
| Si c'était à refaire                                                    | 14-09-2001            | 5               | -               | -               | -               | -               | Gouden plaat  |
| Savoir et vivre ensemble                                                | 23-04-2004            | 15              | 54              | 89              | -               | ?               |               |
| Ma vérité                                                               | 14-04-2005            | 8               | 69              | -               | -               | ?               |               |
| À l'ombre du show business                                              | 31-03-2008            | 3               | 27              | 59              | -               | ?               | Platina plaat |
| Réel                                                                    | 27-04-2009            | 1               | 12              | 33              | -               | 14              | Platina plaat |
| 92-2012                                                                 | 2-04-2012             | 12              | 72              | -               | -               | ?               |               |
| Dernier MC                                                              | 13-05-2013            | 3               | 9               | 47              | -               | ?               |               |